# Parafia Podwyższenia Krzyża Świętego w Dachnowie
Parafia Podwyższenia Krzyża Świętego w Dachnowie – parafia rzymskokatolicka znajdująca się w dekanacie Cieszanów, w diecezji zamojsko-lubaczowskiej.

## Historia
Dachnów powstał w XIV wieku i należał do parafii w Oleszycach. W 1748 roku bp przemyski Wacław Hieronim Sierakowski przydzielił wieś do parafii Cieszanów. W czasie reform józefińskich tereny lubaczowskie przeniesiono do archidiecezji lwowskiej.
W 1938 roku rozpoczęto budowę kościoła według projektu arch. inż. Alfreda Rubenbauera. Po wybuchu wojny przerwano budowę, a kościół został zniszczony przez Ukraińców i Armię Czerwoną. 
W 1946 roku na kościół filialny zaadaptowano dawną cerkiew. 15 grudnia 1965 roku utworzony został w Dachnowie wikariat eksponowany. 25 lipca 1975 roku dekretem bpa Mariana Rechowicza została erygowana parafia pw. Podwyższenia Krzyża Świętego, z wydzielonego terytorium parafii Cieszanów. W 1984 roku powiększono kościół i wyremontowano. W latach 1986–1987 praktykę duszpasterską odbywał diakon Mieczysław Mokrzycki.
W 1987 roku podjęto decyzję o budowie nowego kościoła na placu nieukończonej budowy poprzedniego kościoła. W 1989 roku rozpoczęto budowę kościoła, według projektu arch. inż. Rubena Bardanaszwili. 3 maja 1999 roku bp Mariusz Leszczyuński poświęcił kościół.
Teren parafii obejmuje tylko Dachnów, jest 1380 wiernych.

## Proboszczowie parafii
1975–1982 ks. Janusz Popławski
1982–2006 ks. Jakub Solilak
2004–2011 ks. Stanisław Bełz (2004–2006 administrator)
2011–2017 ks. Ireneusz Fedec
od 2017 ks. Piotr Kornafel